# فيليب موراني
فيليب موراني (1875-1970) هو رسام لبناني، سافر الى روما وباريس ليدرس علوم الرسم.

## حياته
ولد فيليب في 6 شباط /فبراير عام 1875 في بيروت، سافر إلى روما لدراسة الفن عام 1892، بعدها رافق المهندس المعماري الفرنسي إيميل بيرتون (1867-1931) والمصور الفرنسي فرنسوا أنطوان فيزانوفا (1876-1961) في رحلة علمية إلى مدينة تدمر حول النقوش التدمرية، سافر الى باريس عام 1901 ليتابع دراسته في المدرسة الوطنية العليا للفنون الجميلة بين 1892 و1895 بإشراف الرسام والنحات الأكاديمي جان بول لورنس (1838-1921)، شارك في باريس في معارض المستشرقين، ووضع رسم عدد من الروايات وصمم القاعة الفينيقية في معرض باريس عام 1901. بعد عودته الى لبنان عمل في تصميم ورسم الطوابع اللبنانية والذي يعتبر أول لبناني يعمل في هذا المجال، أصدر بين عامي 1936 و1942 ثماني مجموعات، وشارك في معرض باريس بلوحة إعلان لبنان الكبير عام 1931 المتواجدة في قصر الصنوبر، وأيضاً لوحة أرز لبنان الشهيرة.

## أعماله
تميّز بأعماله البانورامية المشهدية الضخمة، ومن أشهرها:
- لوحة إعلان لبنان الكبير في قصر الصنوبر.
- ولوحة أرز لبنان (400*300 سم) التي مثلت لبنان في معرض باريس العالمي سنة1931.
- لوحة محمل الحج (300*400 سم) الموجودة في متحف دمشق.[9]

## روابط خارجية
- ملف الفنان على موقع آسك آرت